# Pallone d'oro 1962

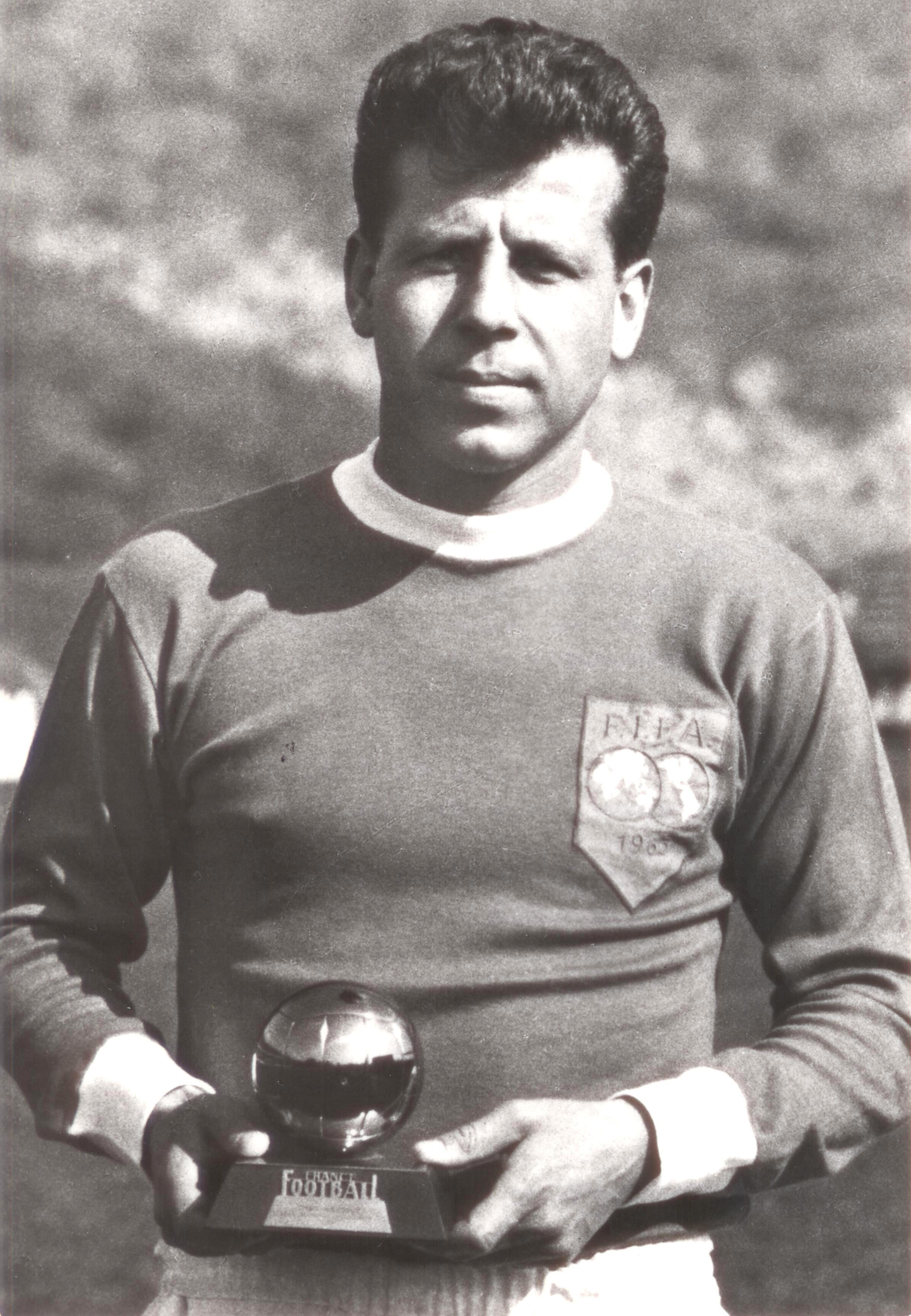
Josef Masopust, vincitore del Pallone d'oro 1962.

Il Pallone d'oro 1962, 7ª edizione del premio calcistico istituito dalla rivista francese France Football, fu vinto dal cecoslovacco Josef Masopust (Dukla Praga).

## Giuria, sistema di voto ed esiti
Il premio venne assegnato da una giuria composta da 19 giornalisti, provenienti da Austria, Belgio, Bulgaria, Cecoslovacchia, Francia, Germania Ovest, Grecia, Inghilterra, Italia, Jugoslavia, Paesi Bassi, Polonia, Portogallo, Spagna, Svezia, Svizzera, Turchia, Ungheria e Unione Sovietica.
Ogni componente del consesso doveva indicare i cinque migliori calciatori per l'anno solare 1962, mettendoli in ordine di merito. Al primo giocatore sarebbero stati assegnati 5 punti, al secondo 4 e così di seguito fino al quinto che avrebbe ricevuto 1 punto.
In questo modo furono ripartiti 285 punti complessivi. Il massimo punteggio individuale era di 95, ottenibile nel caso in cui tutti i giurati avessero indicato lo stesso miglior giocatore dell'anno.
Il risultato della votazione, che premiava Josef Masopust (primo calciatore cecoslovacco a ricevere il riconoscimento), fu pubblicato sul numero 875 di France Football, in edicola dal 18 dicembre 1962.